# 소원을 썩혀갈 뿐
〈소원을 썩혀갈 뿐〉(願いごとの持ち腐れ 네가이고토노 모치구사레[*]) 또는 〈소원을 간직할 뿐〉은 AKB48의 48번째 싱글이다.

## 배경과 릴리즈
- 전작 〈슛 사인〉로부터 약 2개월 만의 싱글이다.
- 이 곡은 《제84회 NHK 전국 학교 음악 콩쿠르》 중학교 부 과제곡이며, 싱글에는 〈N콘〉의 합창 버전과는 다른 AKB48 오리지널 버전이 수록되어있다.

## 수록곡

### Type A
초회한정반 자켓 사진: 키타하라 리에 · 시로마 미루 · 스다 아카리 · 마츠이 쥬리나 · 미야와키 사쿠라 · 무카이치 미온 · 무토 토무
통상반 자켓 사진 : 이리야마 안나 · 코지마 마코 · 미야와키 사쿠라 · 무토 토무 · 야마모토 사야카 · 요코야마 유이
CD
1. 願いごとの持ち腐れ / 소원을 썩혀갈 뿐
2. イマパラ / 이마파라
3. 前触れ / 전조
4. 願いごとの持ち腐れ off vocal ver.
5. イマパラ off vocal ver.
6. 前触れ off vocal ver.

DVD
1. 願いごとの持ち腐れ Music Video
2. イマパラ Music Video
3. 前触れ Music Video

### Type B
초회한정반 자켓 사진: 이리야마 안나 · 카토 레나 · 코지마 마코 · 사시하라 리노 · 타카하시 쥬리 · 후루하타 나오 · 야마모토 사야카 · 요코야마 유이
통상반 자켓 사진 : 카시와기 유키 · 카토 레나 · 코다마 하루카 · 타카하시 쥬리 · 마츠이 쥬리나 · 무카이치 미온
CD
1. 願いごとの持ち腐れ / 소원을 썩혀갈 뿐
2. イマパラ / 이마파라
3. 点滅フェロモン / 점멸 페로몬
4. 願いごとの持ち腐れ off vocal ver.
5. イマパラ off vocal ver.
6. 点滅フェロモン off vocal ver.

DVD
1. 願いごとの持ち腐れ Music Video
2. イマパラ Music Video
3. 点滅フェロモン Music Video

### Type C
초회한정반 자켓 사진: 오카다 나나 · 카시와기 유키 · 코다마 하루카 · 코미야마 하루카 · 타카 야나기 아카네 · 와타나베 마유
통상반 자켓 사진 : 오카다 나나 · 키자키 유리아 · 코미야마 하루카 · 사시하라 리노 · 스다 아카리 · 와타나베 마유
CD
1. 願いごとの持ち腐れ / 소원을 썩혀갈 뿐
2. イマパラ / 이마파라
3. あの頃の五百円玉 / 그 시절의 오백엔 동전
4. 願いごとの持ち腐れ off vocal ver.
5. イマパラ off vocal ver.
6. あの頃の五百円玉 off vocal ver.

DVD
1. 願いごとの持ち腐れ Music Video
2. イマパラ Music Video
3. あの頃の五百円玉 Music Video

### 극장반
자켓 사진: 오카다 나나 · 카시와기 유키 · 사시하라 리노 · 스다 아카리 · 마츠이 쥬리나 · 미야와키 사쿠라 · 무카이치 미온 · 야마모토 사야카 · 요코야마 유이 · 와타나베 마유
CD
1. 願いごとの持ち腐れ / 소원을 썩혀갈 뿐
2. イマパラ / 이마파라
3. 瀬戸内の声 / 세토우치의 소리 - STU48
4. 願いごとの持ち腐れ off vocal ver.
5. イマパラ off vocal ver.
6. 瀬戸内の声 off vocal ver.

## 선발 멤버

### 소원을 썩혀갈 뿐
(센터:마츠이 쥬리나, 미야와키 사쿠라)
- 이치카와 미오리, 이리야마 안나, 오오야 시즈카, 오카다 나나, 오구리 유이, 오다 에리나, 카시와기 유키, 카토 레나, 카와모토 사야, 키자키 유리아, 키타하라 리에, 쿠보 사토네, 코지마 마코, 코다마 하루카, 고토 라라, 코미야마 하루카, 사시하라 리노, 시로마 미루, 스다 아카리, 다카하시 쥬리, 다카야나기 아카네, 토모나가 미오, 나카이 리카, 후루하타 나오, 마츠이 쥬리나, 마츠오카 하나, 미네기시 미나미, 미야와키 사쿠라, 무카이치 미온, 무토 토무, 야마모토 아야카, 야마모토 사야카, 요코야마 유이, 요시다 아카리, 와타나베 마유

### 이마파라
- AKB48:미야자키 미호, 오카다 나나, 오오니시 모모카, 사토 나나미, 아사이 나나미, SKE48:오오바 미나, SKE48:소다 사리나, SKE48:히다카 유즈키, SKE48:키모토 카논, SKE48:쿠마자키 하루카, SKE48:고토 라라, SKE48:사토 스미레, SKE48:스다 아카리, SKE48:타니 마리카, NMB48:스토 리리카, NMB48:오오타 유리, HKT48:사시하라 리노, HKT48:야부키 나코, HKT48:야부키 나코, HKT48:토미요시 아스카, HKT48:무라시게 안나, HKT48:모토무라 아오이, NGT48:오기노 유카, NGT48:키타하라 리에, NGT48:나카이 리카

### 전조
- AKB48:히와타시 유이, 쿠보 사토네, 후쿠오카 세이나, 마챠링, 와타나베 마유, 카와모토 사야, 코지마 마코, 코미야마 하루카, 치바 에리이, 오구리 유이, 사카구치 나기사, 다구치 마나카, SKE48:키타가와 료하, SKE48:에고 유나, SKE48:오바타 유나, SKE48:다케우치 사키, HKT48:타시마 메루, HKT48: 타나카 미쿠, HKT48:미야와키 사쿠라, HKT48:마츠오카 하나, NGT48:다카쿠라 모에카

### 점멸 페로몬
- AKB48:타니구치 메구, 타노 유카, 무카이치 미온, 무토 토무, 모기 시노부, 키자키 유리아, 고토 모에, 다카하시 쥬리, 오카베 린, 쿠라노오 나루미, 야마다 나나미, 야마우치 미즈키, SKE48:마츠이 쥬리나, SKE48:야마우치 스즈란, NMB48:야마모토 아야카, NMB48:시로마 미루, NMB48:오키타 아야카, HKT48:아키요시 유카, HKT48:이노우에 유리야, HKT48:마츠오카 나츠미, NGT48:카토 미나미

### 그 시절의 오백엔 동전
- AKB48:이리야마 안나, 사사키 유카리, 요코야마 유이, 미네기시 미나미, 카시와기 유키, 카토 레나, 이와타테 사호, 오오모리 미유, SKE48:후타무라 하루카, SKE48:다카야나기 아카네, SKE48:후루하타 나오, SKE48:카마타 나츠키, HKT48:야마모토 사야카, HKT48:시부야 나기사, NMB48:요시다 아카리, NMB48:야구라 후코, HKT48:코지나 유이, HKT48:코마다 히로카, HKT48:사카구치 리코, HKT48:후치가미 마이, HKT48:모리야스 마도카

### 세토우치의 소리
STU48 명의
- STU48:이소가이 카논, 이치오카 아유미, 이와타 히나, 오카다 나나, 오자키 마미, 카도타 모모나, 사시하라 리노, 타키노 유미코, 타니구치 마히나, 쵸 오리에, 토로부 유리, 후쿠다 아카리, 후지와라 아즈사, 미시마 하루카, 모리 카호, 야부시타 후